# Maghrebinische Geschichten
Maghrebinische Geschichten ist der Titel einer Sammlung satirischer Kurzgeschichten von Gregor von Rezzori. Das erste Nachkriegswerk des Autors begründete dessen Ruf als witzig-eleganter Erzähler und machte ihn einem größeren Publikum bekannt. Im April 1953 im Rowohlt Verlag veröffentlicht, ab 1958 auch als Taschenbuch, erscheint das Werk bis heute immer wieder in hoher Auflage. 1971 erschien der Folgeband Neue Maghrebinische Geschichten. 1001 Jahr Maghrebinien. Beide Werke illustrierte der Autor selbst mit zahlreichen Vignetten.

## Inhalt und Stil
Thema des Buches ist das „sehr große und ruhmreiche Land Maghrebinien“ und seine Bewohner. Der Name dieses Fantasielandes weist auf dessen west-östlichen Charakter hin: „Maghreb“ ist die arabische Bezeichnung für „Westen“, speziell für den Westen Nordafrikas, der aus europäischer Sicht aber gleichfalls Teil des Orients ist. Die Geschichten erzählen mit Witz und Ironie von einer in zwei Weltkriegen untergegangenen Welt, die auf der Grenze zwischen Morgenland und Abendland existierte. Rezzori selbst entstammte dieser Welt, im weiteren Sinn dem Balkan der Vorkriegszeit, im engeren Sinn dem Vielvölkerreich der K.u.k.-Monarchie, noch genauer: der Bukowina im östlichen Kronland Galizien. Maghrebinien lässt sich nach Auskunft des Autors aber auf keiner Karte finden. Es besteht nur aus Geschichten, und seine eigentlichen Grenzen „liegen im Herzen und in der Seele seiner Menschen“. Letztlich kann jeder ein  Maghrebinier sein, der deren wesentliche Eigenschaft teilt, die „Gelassenheit der Seele“.
Die Helden dieser Geschichten sind Angehörige der unterschiedlichsten Ethnien, Religionen und Kulturen: Juden, Muslime, katholische und orthodoxe Christen, Slawen, Magyaren, Griechen und Türken, weise Narren wie der Hodscha Nassr-Ed-Din Effendi oder gewitzte Heilige wie der Wunderrabbi von Sadagura, Schalom Mardochaj, der unabsichtlich aber vollkommen logisch beweist, dass Gott nicht allmächtig sein kann. Mächtige Bojaren und Gospodare sowie König Nikifor XIV. Karakriminalowitsch gehören ebenso zum Personal der Geschichten wie Haremsdamen, Eunuchen, Mönche, Bettler oder Straßenräuber. Sie alle sind mehr oder weniger Schlawiner, Schnorrer und Schlitzohren und mit einem hohen Maß an Realitätssinn ausgestattet, der sie selbst und die Leser immer wieder zu überraschenden Erkenntnissen gelangen lässt.
Die Geschichten schweifen permanent ab, mäandrieren um ihr Hauptthema, nehmen immer wieder verblüffende Wendungen und enden in erhellenden Erkenntnissen und Sentenzen. Für die mal skurrilen, mal burlesken, mal tolldreist-erotischen Schelmengeschichten, die an Boccaccio, Aretino,  Rabelais und Roda Roda erinnern, schöpfte Rezzori aus Volksmythen, Legenden, Schwänken, Anekdoten und einem reichhaltigen Schatz an jüdischen Witzen.  Stilistisch mischte er den hohen Ton von Bibel, Talmud und Barockliteratur mit dem von Legenden und Volksbüchern, alles gebrochen und durchwebt von der Ironie des eleganten Plaudertons, in dem er die Geschichten ursprünglich im Radio erzählt hatte.

## Entstehung
Entstanden sind die Maghrebinischen Geschichten bereits Ende der 1940er Jahre, als Gregor von Rezzori für das nächtliche Radioprogramm des NWDR in Hamburg arbeitete. Als sich einmal eine Programmlücke ergab, forderte Rezorris Vorgesetzter ihn auf, diese mit Stegreifgeschichten zu füllen. „Davon hatte ich soviel auf Lager, wie jeder Altösterreicher an Witzen, Anekdoten, östlichen Volksweisheiten, Eulenspiegeliaden und ähnlichem mit sich schleppt“, schrieb der Autor später in seiner Autobiographie Mir auf der Spur. „Ich knetete das zusammen zur Berichterstattung aus einem imaginären Land, in welchem sich unsere abendländische Welt sich in einem schlitzohrigen Orient spiegelt“ Wenige Jahre später, 1952, gab Rezzori dem Chef-Lektor des Rowohlt-Taschenbuchverlags, Curt Marek, eine erste Fassung seines Romans Ödipus siegt bei Stalingrad zu lesen. Auf der Rückseite einiger Manuskriptblätter befanden sich als Bleistiftnotizen die Vorlagen der einstigen Radiosendungen. Marek, der unter dem Pseudonym C. W. Ceram den Bestseller Götter, Gräber und Gelehrte geschrieben hatte, schlug Rezzori vor, diese Erzählungen in Buchform zu veröffentlichen. So erschienen die Maghrebinischen Geschichten im April 1953 noch vor Rezzoris neuem Roman.

## Verfilmung
Im Jahr 1975 ließ der ORF die Maghrebinischen Geschichten als Dreiteiler fürs Fernsehen verfilmen. Regie führte Walter Davy. Gregor von Rezzori übernahm im Film selbst die Rolle des Erzählers. Als Schauspieler wirkten Fritz Muliar und viele weitere mit, darunter Leon Askin, Gerhard Steffen, Ernst Meister, Heinrich Strobele, Michael Toost, Herbert Prikopa, Elisabeth Stiepl, Eugen Stark, Karl Paryla, Kurt Sowinetz, Rainer Artenfels, Emmerich Schrenk, Nikolaus Paryla und Erika Mottl.